# SkyGames

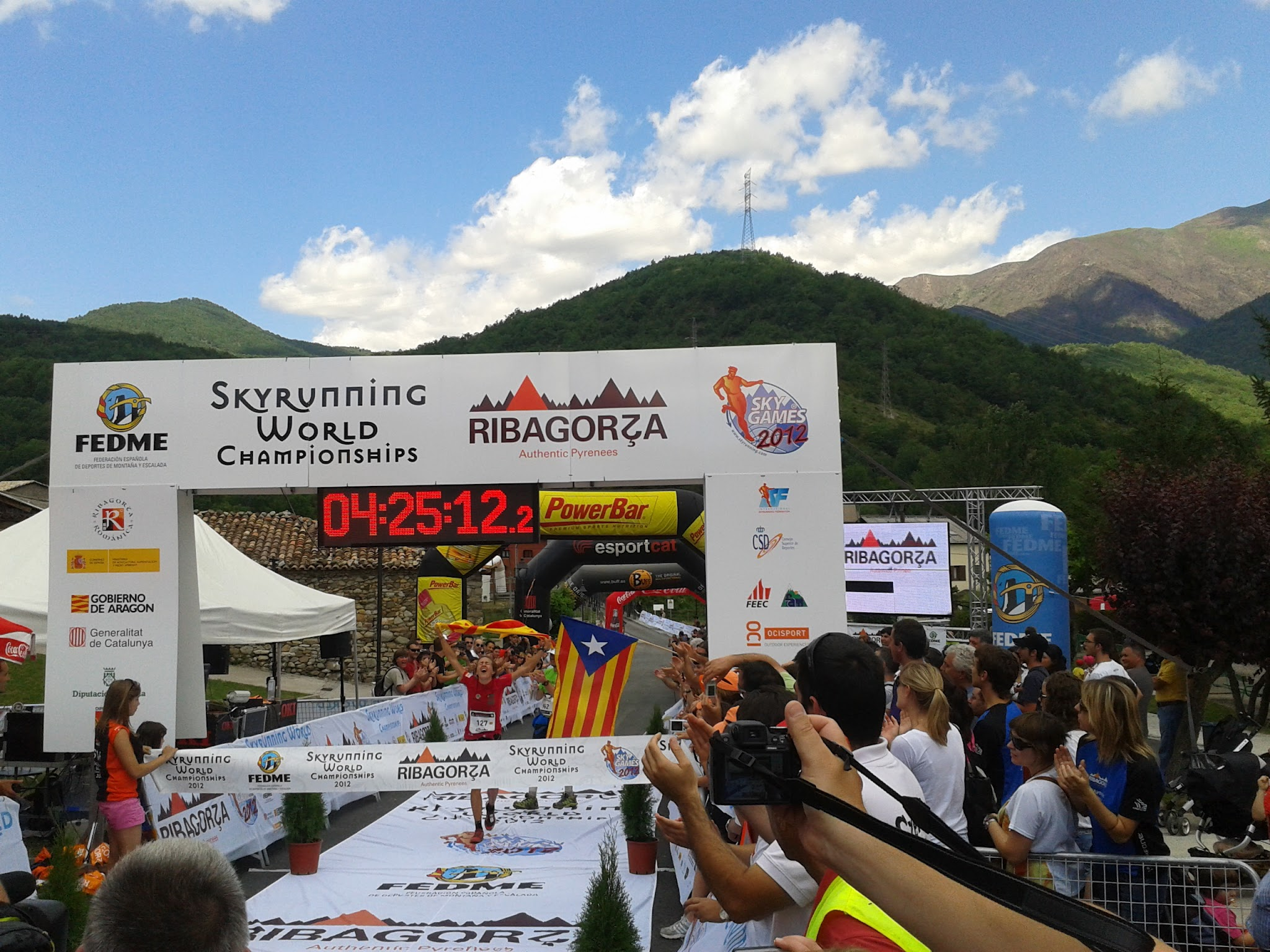
L'arribada amb l'estelada de la catalana Núria Picas que competia per la selecció espanyola al juliol de 2012

Els SkyGames ("Jocs del cel") són uns campionats mundials de curses de muntanya que se celebren cada quatre anys. S'han realitzat entre el 29 de juny i el 8 de juliol de 2012 a la Ribagorça romànica. Els campionats anteriors havien tingut lloc als Alps i a Andorra.
L'edició del 2012 s'ha vist esquitxada de polèmiques acerbes arran del fet que tot i que podia participar-hi una selecció catalana, els atletes que havien triat aquesta no van rebre cap medalla ni tampoc apareixien a la classificació al principi. Aquest darrer problema es va solucionar el 12 de juliol del mateix any incloent els atletes catalans com ara Jessed Hernàndez a la classificació definitiva.